# Корисні копалини Мозамбіку
Корисні копалини Мозамбіку

## Загальна характеристика
Найважливіші корисні копалини — вугілля, руди рідкісних металів, дорогоцінні камені, природний газ і залізняк (табл.).
Таблиця. — Основні корисні копалини Мозамбіку станом на 1998—1999 рр.
| Корисні копалини               | Запаси       | Запаси   | Вміст корисного компоненту в рудах, % | Частка у світі, % |
| Корисні копалини               | Підтверджені | Загальні | Вміст корисного компоненту в рудах, % | Частка у світі, % |
| Боксити, млн т                 | 18           | 74       | 58 (Al2O3)                            | 0,1               |
| Оксид берилію, тис. т.         | 3,4          | 15       | 0,18 (ВеО)                            | 1,5               |
| Залізні руди, млн т            | 48           | 765      | 49 (Fe)                               |                   |
| Золото, т                      | 2            | 2        | 0,2—5,5 г/т                           |                   |
| Мідь, тис. т                   | 5            | 110      | 2,4 (Cu)                              |                   |
| Плавиковий шпат, млн т         | 0,3          | 0,75     | 65 (CaF2)                             | 0,2               |
| Природний горючий газ, млрд м³ | 57           |          |                                       |                   |
| Пентоксид танталу, т           | 5600         | 8800     | 0,02 (Та2О5)                          | 7,3               |
| Вугілля, млн т                 | 966          | 2600     |                                       |                   |

## Окремі види корисних копалин
Природний газ. Основні родовища природного газу розташовані в Мозамбіцькому нафтогазоносному басейні (пл. 187 тис. км², у тому числі 5 тис. км² — шельф) з потужністю осадових товщ мезозою-кайнозою до 5000 м у прибережних районах, до 7000 м на шельфі і до 12 000 м у дельті р. Замбезі. Нафтогазоносні відклади сенону-палеоцену, основні родов. Панде (запаси 46,3 млрд м³), Темане (1,7 млрд м³) і Бузі (0,4 млрд м³).
Вугілля. За станом на 1998 р. ресурси вугілля оцінювалися в 16 000 (у млн т). Єдине родовище кам'яного вугілля — Моатізе (Меотіз) із розвіданими запасами 393,1 млн т (29,3 млн т придатні для відкритої розробки). Вугілля містить германій, галій і уран. Перспективні площі Муканья-Вузі (прогнозні ресурси 4,2 млрд т) і Сангва-Естіма з коксівним вугіллям (пров. Тете), Лунью з енергетич. вугіллям (пров. Ньяса).
Залізо. Родовище залізистих кварцитів є в районі м. Намапа (500 млн т) і в районі Хонде (100 млн т), відомі також магматичні родовища зал. руд (Калдас-Ксав'єр, Мазамба, Доа та інші).
Титан. Титаноносні важкі піски виявлені в розсипах вздовж всього узбережжя Індійського океану (родовища Пебане, Мвебазе).
Боксити. Родов. бокситів, пов'язані з корами вивітрювання лужних порід, характеризуються низькою якістю. Найбільш велике родов. — Алумен.
Благородні, кольорові і рідкісні метали. На території М. відомі три перспективних золотоносних пояси в провінціях Ньяса, Тете і Маніка. Невеликі родов. золота (корінні і розсипні) розташовані в провінціях Маніка, Тете, Замбезія і Кабу-Делгаду. Є дрібні гідротермальні родов. мідних руд Едмундієн і Лонро (пров. Маніка) і скарнове родов. Шідуе (в пров. Тете). На території Мозамбіку виявлені знані запаси руд рідкісних металів (цезію, літію, берилію, танталу, ніобію і інш.), пов'язані з гранітними пегматитами в провінціях Замбезія, Нампула, Маніка і з масивами карбонатитів в пров. Тете. Найзначніші родов. району Алту-Лігонья: Муяне (Муїане), запаси якого становлять 1045 т Ta2O5 (1985), Морруа (2800 Ta2O5), Марропіно (720 т Ta2O5), Манея (72,2 т Ta2O5). Руди містять тантало-ніобати, берил, сподумен, лепідоліт, петаліт, полуцит, бісмут, мусковіт, дорогоцінний турмалін, чорний берил, аквамарин, вороб'євіт, рожевий кварц, мікроклін, каолін та ін. На периферії району Алту-Лігонья є родов. гранітних пегматитів з рідкісноземельною (родов. Ілє, Гільєрмі, Комуа та інш.) і урано-торієвою (Енлума, Муготая і інш.) мінералізацією. У рідкіснометалічних пегматитах Алту-Лігоньї міститься також каситерит і бісмут. У пров. Маніка відоме родов. оловоносних пегматитів Іншопе. В карбонатитовому масиві Мвамбе розвідано понад 1 млн т руди, що містить 0,09-0,2 % Nb2O5 і 0,2-0,6 % Tr2О3.
Флюорит. Родов. флюориту Джангіре, Домбе, Лупата і Каншише приурочені до брекчієвих зон контакту докембрійських гнейсів з породами системи Карру.
Дорогоцінні й виробні камені виявлені в рідкіснометалічних пегматитах району Алту-Лігонья, де добуваються смарагди (родов. Марія-III, Ніане, Марропіно, Монапо, Карапіра), дорогоцінні кольорові різновиди берилу (вороб'євіт, чорний берил, благородний берил, аквамарин), турмаліну (рубеліт, верделіт, індиголіт) і сподумену (кунцит, гідденіт), а також геліодор, топаз, циркон, фіолетовий і рожевий кварц, амазоніт. У півн. провінціях відомі скупчення халцедонів, агатів, дюморт'єриту і інш. виробних каменів. Відомі також родов. азбесту (Мавіта), числ. дрібні родов. графіту (Монтепвез, Монапо, Ніпепе, Нікоміссоне, Мазезе), мармуру, і вапняків в районах Віланкулуша, Машіше, Мапуту, Бейри, монтморилоніту, діатоміту і бентоніту в пров. Мапуту. У пегматитах Алту-Лігоньї виявлений мусковіт (Боа-Есперанса, Наорра, Мокашая), мікроклін, кварц, каолініт.